# اگراهرا، هاسادارگا
اگراهرا، هاسادارگا (به انگلیسی: Agrahara, Hosadurga) یک روستا در هند است که در کارناتاکا واقع شده‌است.